# روبرت أوزوالد مون
روبرت أوزوالد مون (بالإنجليزية: Robert Oswald Moon)‏ هو سياسي بريطاني (وحمل سابقاً جنسية المملكة المتحدة لبريطانيا العظمى وأيرلندا)، ولد في 17 مارس 1865 في لندن في المملكة المتحدة، وتوفي في 28 يوليو 1953 في المملكة المتحدة. حزبياً، نشط في الحزب الليبرالي. وقد انتخب رئيس ‏ جمعية تاريخ الطب (1931 – 1933).